# UK and Ireland Poker Tour
L'UK and Ireland Poker Tour (UKIPT) est une série de tournois de poker organisée au Royaume-Uni et en Irlande.
L'UKIPT est sponsorisé par PokerStars.
Le 24 août 2016, PokerStars annonce qu'à compter de début 2017, toutes ses séries de tournois seront fusionnées dans le PokerStars Championship et le PokerStars Festival,.

## Vainqueurs du Main Event

### Saison 1
| Étape      | Dates                             | Joueurs | Vainqueur         | Prix      |
| ---------- | --------------------------------- | ------- | ----------------- | --------- |
| Galway     | Du 11 au 14 décembre 2009         | 259     | Padraig Parkinson | 103 500 € |
| Manchester | Du 11 au 14 février 2010          | 518     | Joeri Zandvliet   | 63 200 £  |
| Coventry   | Du 8 au 11 avril 2010             | 368     | Gilles Augustus   | 46 000 £  |
| Nottingham | Du 12 au 17 mai 2010              | 650     | Andrew Couldridge | 80 000 £  |
| Killarney  | Du 24 au 27 juin 2010             | 523     | Femi Fakinle      | 63 400 €  |
| Brighton   | Du 15 au 19 juillet 2010          | 259     | Jamie Burland     | 65 400 £  |
| Édimbourg  | Du 19 au 22 août 2010             | 401     | Nick Risk         | 50 000 £  |
| Dublin     | Du 9 au 12 septembre 2010         | 590     | Max Silver        | 72 000 €  |
| Londres    | Du 29 septembre au 4 octobre 2010 | 848     | David Vamplew     | 900 000 £ |

### Saison 2
| Étape      | Dates                             | Joueurs | Vainqueur         | Prix      |
| ---------- | --------------------------------- | ------- | ----------------- | --------- |
| Galway     | Du 3 au 5 décembre 2010           | 266     | Nick Risk         | 67 100 €  |
| Nottingham | Du 11 au 14 février 2011          | 1 058   | Gareth Walker     | 97 700 £  |
| Manchester | Du 10 au 14 mars 2011             | 615     | Matthew McDerra   | 74 000 £  |
| Cork       | Du 19 au 22 mai 2011              | 602     | Samad Razavi      | 71 000 €  |
| Newcastle  | Du 16 au 20 juin 2011             | 554     | Richard Sinclair  | 67 000 £  |
| Brighton   | Du 14 au 17 juillet 2011          | 603     | Chris O'Donnell   | 71 100 £  |
| Édimbourg  | Du 11 au 14 août 2011             | 519     | Fintan Gavin      | 61 500 £  |
| Dublin     | Du 8 au 12 septembre 2011         | 718     | Joeri Zandvliet   | 83 500 €  |
| Londres    | Du 30 septembre au 6 octobre 2011 | 691     | Benjamin Spindler | 750 000 £ |

### Saison 3
| Étape      | Dates                     | Joueurs | Vainqueur           | Prix      |
| ---------- | ------------------------- | ------- | ------------------- | --------- |
| Galway     | 16 février 2012           | 698     | Emmett Mullin       | 100 000 € |
| Nottingham | Du 11 au 16 avril 2012    | 1 625   | Robert Baguley      | 210 400 £ |
| Dublin     | Du 17 au 21 mai 2012      | 597     | Richard Evans       | 75 500 €  |
| Newcastle  | Du 6 au 10 septembre 2012 | 623     | Chris Ferguson      | 87 640 £  |
| Bristol    | Du 8 au 10 novembre 2012  | 550     | Wojtek Barzantny    | 90 400 £  |
| Édimbourg  | Du 17 au 21 janvier 2013  | 612     | Nicolau Villa-Lobos | 101 000 £ |
| Cork       | Du 14 au 18 février 2013  | 387     | Thomas Finneran     | 55 440 €  |
| Londres    | Du 5 au 10 mars 2013      | 1 099   | Sergio Aido         | 144 555 £ |

### Saison 4
| Étape            | Dates                             | Joueurs | Vainqueur            | Prix      |
| ---------------- | --------------------------------- | ------- | -------------------- | --------- |
| Londres Series 1 | Du 12 au 14 avril 2013            | 343     | Jake Cody            | 19 400 £  |
| Marbella         | Du 12 au 16 juin 2013             | 763     | Ludovic Geilich      | 130 000 € |
| Londres Series 2 | Du 28 au 30 juin 2013             | 478     | Gabriel Dragomier    | 16 480 £  |
| Galway           | Du 8 au 11 août 2013              | 860     | Alan Gold            | 187 494 € |
| Londres Series 3 | Du 27 au 29 septembre 2013        | 464     | Dinh Nguyen          | 15 348 £  |
| Londres          | Du 2 au 6 octobre 2013            | 747     | Robbie Bull          | 113 405 £ |
| Douglas          | Du 31 octobre au 4 novembre 2013  | 379     | Duncan McLellan      | 94 090 £  |
| Nottingham       | Du 27 novembre au 2 décembre 2013 | 458     | Ben Mayhew           | 72 840 £  |
| Édimbourg        | Du 16 au 20 janvier 2014          | 427     | Dean Hutchison       | 93 900 £  |
| Dublin           | Du 27 février au 3 mars 2014      | 682     | Kevin Killeen        | 87 700 €  |
| Londres Series 4 | Du 11 au 13 avril 2014            | 313     | Thomas Postlethwaite | 14 790 £  |
| Nottingham       | Du 7 au 12 mai 2014               | 1 223   | Duncan McLellan      | 202 372 £ |
| Londres Series 5 | Du 23 au 25 mai 2014              | 61      | Martins Adeniya      | 4 800 £   |
| Marbella         | Du 11 au 15 juin 2014             | 720     | Rodrigo Espinosa     | 136 000 € |
| Londres Series 6 | Du 12 au 14 septembre 2014        | 353     | Paul Findlay         | 12 396 £  |
| Douglas          | Du 2 au 6 octobre 2014            | 402     | Joshua Hart          | 57 484 £  |
| Londres          | Du 8 au 12 octobre 2014           | 1 089   | Brett Angell         | 115 083 £ |

### Saison 5
| Étape                | Dates                     | Joueurs | Vainqueur           | Prix      |
| -------------------- | ------------------------- | ------- | ------------------- | --------- |
| Londres              | Du 21 au 25 janvier 2015  | 742     | Rapinder Cheema     | 78 825 £  |
| Londres Series 7     | 27 mars 2015              | 160     | Christopher Yong    | 10 986 £  |
| Nottingham           | Du 12 au 19 avril 2015    | 914     | Sam Mitten-Laurence | 182 000 £ |
| Londres Series 8     | 29 mai 2015               | 250     | Giovanni Canali     | 12 820 £  |
| Marbella             | Du 17 au 21 juin 2015     | 841     | Isidoro Barrena     | 150 800 € |
| Bristol              | Du 6 au 9 août 2015       | 446     | Pierrick Tallon     | 53 000 £  |
| Douglas              | Du 1er au 4 octobre 2015  | 349     | Daniel Stacey       | 24 170 £  |
| Londres Super Series | Du 15 au 18 octobre 2015  | 291     | Dale Garrad         | 28 300 £  |
| Édimbourg            | Du 19 au 22 novembre 2015 | 377     | David Gómez         | 49 660 £  |
| Dublin               | Du 10 au 14 février 2016  | 1 002   | Vladas Tamasauskas  | 176 900 € |

### Saison 6
| Étape                | Dates                      | Joueurs | Vainqueur        | Prix      |
| -------------------- | -------------------------- | ------- | ---------------- | --------- |
| Londres              | Du 6 au 10 avril 2016      | 644     | Usman Siddique   | 84 100 £  |
| Marbella             | Du 15 au 19 juin 2016      | 844     | Jonathan Schuman | 96 159 €  |
| Lille                | Du 21 au 24 juillet 2016   | 726     | Fabrice Casano   | 121 000 € |
| Super Series         | Du 1er au 4 septembre 2016 | 118     | Stian Knutsen    | 42 500 £  |
| Series 10 Birmingham | Du 5 au 9 octobre 2016     | 244     | Ted Spivack      | 35 000 £  |

## Vainqueurs par pays
| Pays           | Vainqueurs |
| -------------- | ---------- |
| Allemagne      | 3          |
| Angleterre     | 25         |
| Belgique       | 2          |
| Brésil         | 1          |
| Canada         | 2          |
| Écosse         | 6          |
| Espagne        | 4          |
| France         | 1          |
| Irlande        | 6          |
| Italie         | 1          |
| Lituanie       | 1          |
| Norvège        | 1          |
| Pays-Bas       | 2          |
| Pays de Galles | 1          |
| Roumanie       | 1          |
| Viêt Nam       | 1          |